# Luc Joordens
Luc Joordens (Venlo, 23 juni 1983) is een voormalig Nederlands voetballer die doorgaans als middenvelder speelde.
Joordens doorliep de jeugdopleiding van eerst HBSV en later VVV en sloot daar in het seizoen 2003/04 aan bij de selectie van het eerste elftal. Als invaller voor Bernard Hofstede maakte de Venlonaar op 26 september 2003 zijn profdebuut in een uitwedstrijd bij FC Den Bosch (3-0 verlies). Later dat seizoen deed trainer Wim Dusseldorp nog slechts een keer een beroep op hem, eveneens als invaller tijdens een thuiswedstrijd tegen TOP Oss (1-0 winst). Hij zette zijn spelersloopbaan vervolgens voort in het amateurvoetbal bij achtereenvolgens EVV en IJsselmeervogels. In seizoen 2008/09 keerde hij voor een jaar terug naar EVV. In 2009 stopte Joordens daar en vertrok naar Barcelona om in Spanje een maatschappelijke carrière op te bouwen. 

## Statistieken
| Seizoen         | Club            | Competitie      | Competitie | Competitie | Beker | Beker | Playoff | Playoff | Totaal | Totaal |
| Seizoen         | Club            | Competitie      | Wed.       | Dlp.       | Wed.  | Dlp.  | Wed.    | Dlp.    | Wed.   | Dlp.   |
| --------------- | --------------- | --------------- | ---------- | ---------- | ----- | ----- | ------- | ------- | ------ | ------ |
| 2003/04         | VVV-Venlo       | Eerste divisie  | 2          | 0          | 0     | 0     | 0       | 0       | 2      | 0      |
| Carrière totaal | Carrière totaal | Carrière totaal | 2          | 0          | 0     | 0     | 0       | 0       | 2      | 0      |